# Hibarette
Hibarette település Franciaországban, Hautes-Pyrénées megyében. Lakosainak száma 233 fő (2022. január 1.). Hibarette Louey, Bénac és Saint-Martin községekkel határos.

## Népesség
A település népességének változása:
| Lakosok száma | 236  | 238  | 240  | 246  | 245  | 240  | 238  | 235  | 233  |
|               | 2013 | 2015 | 2016 | 2017 | 2018 | 2019 | 2020 | 2021 | 2022 |